# Коутиньо, Клэр
Клэр Корил Джулия Коутиньо (англ. Claire Coryl Julia Coutinho; род. 8 июля 1985, Лондон) — британский политик, министр энергетической безопасности и углеродной нейтральности (2023—2024).

## Биография
Родилась в Великобритании в семье выходцев из христианской общины в индийском Гоа.
Окончив Экзетер-колледж Оксфордского университета, где изучала математику и философию, начала карьеру в инвестиционном банке Merrill Lynch, затем работала в аналитическом центре бывшего лидера Консервативной партии Иана Дункана Смита Центр за социальную справедливость.
12 декабря 2019 года победила на парламентских выборах в Восточном Суррее, набрав 35 624 голоса. Сильнейший из соперников, либеральный демократ Алекс Эманн (Alex Ehmann) заручился поддержкой лишь 11 584 избирателей.
Ещё до избрания в парламент Коутиньо работала специальным помощником Риши Сунака. Премьер-министр Лиз Трасс назначила её парламентским помощником министра труда и пенсий, а Риши Сунак после прихода к власти — парламентским помощником министра образования.
31 августа 2023 года получила портфель министра энергетической безопасности и углеродной нейтральности в правительстве Риши Сунака (первой среди избранных в 2019 году парламентариев назначена министром).
5 июля 2024 года после поражения консерваторов на парламентских выборах было сформировано лейбористское правительство Кира Стармера, в котором преемником Коутиньо стал Эд Милибэнд.
8 июля 2024 года включена в состав временного теневого правительства Риши Сунака в должности теневого министра энергетической безопасности и углеродной нейтральности.
5 ноября 2024 года при формировании теневого кабинета Кеми Баденок в дополнение к прежней должности назначена теневым министром по делам равенства.